# Venkoelen
Venkoelen (in het Venloos: Venkoele) is een gebied van 397 km² in de stad Venlo, in de Nederlandse provincie Limburg. Het ligt ten noorden van de A67 en wordt gezien als onderdeel van de kern 't Ven. Het gebied telde 720 inwoners in 2006 (bron: CBS). De naam betekent "veenkuilen".
Vroeger stond achter het stadsbos een steenfabriek. Door middel van een klein spoorlijntje werd keileem naar de fabriek vervoerd. Dankzij deze fabriek is veel klei uit het gebied verdwenen. Tegenwoordig zitten er vooral agrarische bedrijven (25 van de 28).

## Waterplas
De Venkoelen is tevens de naam van een waterplas die in het gebied ligt, in het natuurgebied Zwart Water. De waterplas ligt in een oude Maasbedding en is in de loop van duizenden jaren geleidelijk dichtgegroeid. In het begin van de 19e eeuw is de ontstane veenlaag door bewoners van het gebied eruit gehaald. De Venkoelen is bekend vanwege de paddentrek. In het voorjaar worden wegen hiervoor 's nachts afgesloten. 

## Wetenswaardigheden
Het gebied Venkoelen wordt genoemd in diverse carnavalsliedjes:
- ‘Laeve De Dreksker’ van voor 1940
- ‘As De Sterre Dao Baove Straole’ van Frans Boermans en muziek van Thuur Luxembourg (1977)

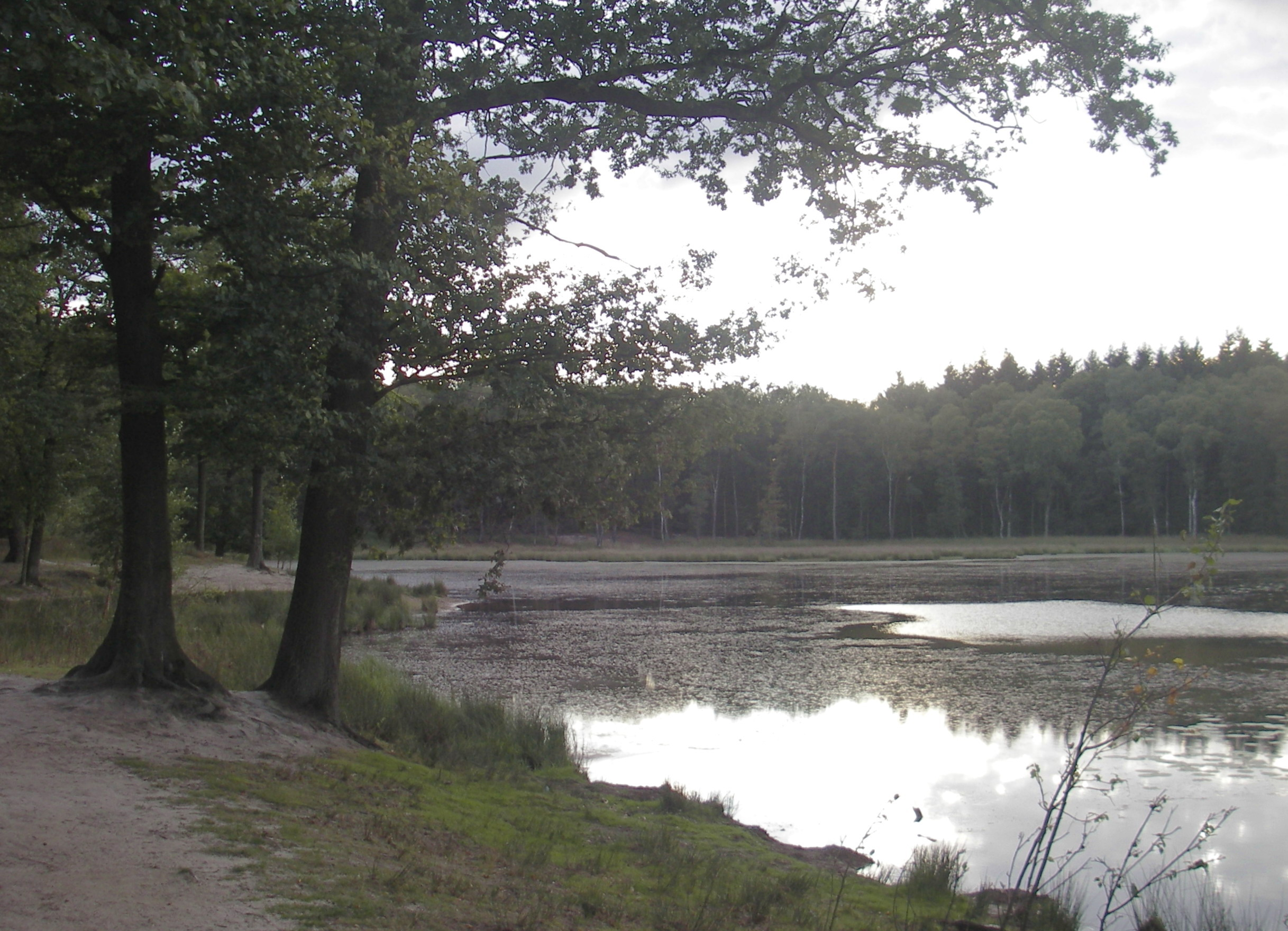
De Venkoelen, een vroegere Maasmeander